# Ruschia viridifolia
Ruschia viridifolia är en isörtsväxtart som beskrevs av L. Bol. Ruschia viridifolia ingår i släktet Ruschia och familjen isörtsväxter. Inga underarter finns listade i Catalogue of Life.